# Prothemenops
Prothemenops là một chi nhện trong họ Idiopidae.